# روسي إيفلين ليما
روسي إيفلين ليما (بالإنجليزية: Rossy Evelin Lima)‏ (18 أغسطس 1986، ولاية فيراكروز في المكسيك)؛ كاتِبة وشاعرة مكسيكية.